# Cantone di Lignières
Il Cantone di Lignières era una divisione amministrativa dell'arrondissement di Saint-Amand-Montrond.
A seguito della riforma approvata con decreto del 21 febbraio 2014, che ha avuto attuazione dopo le elezioni dipartimentali del 2015, è stato soppresso.

## Composizione
Comprendeva i comuni di:
- La Celle-Condé
- Chezal-Benoît
- Ineuil
- Lignières
- Montlouis
- Saint-Baudel
- Saint-Hilaire-en-Lignières
- Touchay
- Villecelin